# Cristian Raimondi
Cristian Raimondi (San Giovanni Bianco, 30 aprile 1981) è un allenatore di calcio ed ex calciatore italiano, di ruolo difensore o centrocampista, collaboratore tecnico dell'Atalanta.

## Biografia
Bergamasco e tifoso dell'Atalanta, viene affettuosamente soprannominato CR77 dalla tifoseria atalantina, chiara parodia di CR7, sigla identificativa dell'attaccante portoghese Cristiano Ronaldo. Si è ritirato davanti ai propri tifosi nel 2017 è sposato e ha quattro figli.

## Caratteristiche tecniche
Nasce esterno destro di centrocampo, ruolo che svolge per la maggior parte della sua carriera, fin quando Angelo Gregucci, allora suo allenatore a L.R. Vicenza, lo cambia di ruolo rendendolo un terzino.

## Carriera
Cresciuto nelle giovanili dell'Atalanta, viene dato in prestito all'AlbinoLeffe, con cui debutta nel calcio professionistico nel 1998 in Serie C2; dopo 16 apparizioni torna all'Atalanta con cui rimane due stagioni, una in Serie B e l'altra in Serie A, senza mai scendere in campo con la prima squadra ma giocando con la formazione Primavera.
Nell'estate del 2001 passa alla Pro Vercelli in Serie C2, dove gioca 8 partite a cui abbina anche un gol. Quindi ritorna all'AlbinoLeffe, dove gioca tre campionati, i primi due in Serie C1 e uno in Serie B. Chiude la sua esperienza in maglia azzurra con 105 presenze e 13 gol (di cui 8 nella stagione in cadetteria).
Acquistato dal Palermo il 28 agosto 2004 con il quale firma un contratto quadriennale, debutta anche nella massima serie collezionando 14 presenze in campionato (chiuso al 6º posto con conseguente qualificazione in Coppa UEFA) e 3 in Coppa Italia nella stagione 2004-2005. Ceduto in compartecipazione all'Arezzo, nel luglio del 2005 gioca una stagione in Toscana (34 partite e 5 gol), sfiorando l'accesso ai play-off promozione.
Rientrato in Sicilia dopo la risoluzione delle compartecipazioni, nel luglio del 2006 viene acquistato dal L.R. Vicenza, di cui diventa titolare fisso, reinventandosi nel ruolo di terzino.
Il 29 giugno 2009 firma un triennale con il Livorno.
Il 6 agosto 2010 l'Atalanta annuncia il suo ingaggio a titolo definitivo, pur non avendo ancora sostenuto le visite mediche, eseguite il giorno successivo. Esordisce con la maglia dell'Atalanta il 20 agosto nella prima giornata di campionato contro il L.R. Vicenza (vittoria per 2-0), sua ex squadra.
Il 5 novembre 2010, nell'incontro disputato dall'Atalanta contro la Triestina, disputa la sua 200ª presenza in Serie B. Conclude la stagione con 26 presenze (25 in campionato ed una in Coppa Italia) e con la vittoria del campionato cadetto.
L'anno successivo gioca la sua prima partita in Serie A con la maglia dell'Atalanta contro il Siena, chiudendo l'annata con 13 apparizioni in campionato ed una in Coppa Italia.
Il 23 settembre 2012, alla quarta giornata del campionato 2012-2013, segna il suo primo gol in Serie A, ottenendo la vittoria casalinga per 1-0 sul Palermo, sua ex squadra. Nel prosieguo della stagione il suo utilizzo è costante, così come nelle successive, tanto che il 2 novembre 2014 durante la partita Torino-Atalanta, raggiunge le 100 presenze con la maglia neroazzurra. Tuttavia il 30 novembre successivo, durante Empoli-Atalanta, si procura la lesione del legamento crociato anteriore del ginocchio destro, infortunio che compromette definitivamente la stagione 2014-15.
Il 7 giugno 2016 prolunga per un'altra stagione con il club nerazzurro e, in seguito al ritiro dal calcio giocato di Gianpaolo Bellini, diventa capitano della squadra. Il 30 novembre 2016 realizza sugli sviluppi di un calcio d'angolo il gol del momentaneo 1-0 nella partita del quarto turno preliminare di Coppa Italia, contro il Pescara: si tratta del suo secondo gol in assoluto in sei stagioni all'Atalanta, ad oltre quattro anni di distanza dal primo gol.
Il 3 maggio 2017 annuncia il ritiro dall'attività agonistica al termine della stagione, con un conseguente ingresso nello staff tecnico della squadra orobica-

## Statistiche

### Presenze e reti nei club
| Stagione           | Squadra            | Campionato         | Campionato | Campionato | Coppa nazionali | Coppa nazionali | Coppa nazionali | Coppe continentali | Coppe continentali | Coppe continentali | Altre coppe | Altre coppe | Altre coppe | Totale | Totale |
| Stagione           | Squadra            | Comp               | Pres       | Reti       | Comp            | Pres            | Reti            | Comp               | Pres               | Reti               | Comp        | Pres        | Reti        | Pres   | Reti   |
| ------------------ | ------------------ | ------------------ | ---------- | ---------- | --------------- | --------------- | --------------- | ------------------ | ------------------ | ------------------ | ----------- | ----------- | ----------- | ------ | ------ |
| 1998-1999          | Albinoleffe        | C2                 | 16+3       | 0          | CI-C            | 0               | 0               | -                  | -                  | -                  | -           | -           | -           | 19     | 0      |
| 1999-2000          | Atalanta           | B                  | 0          | 0          | CI              | 0               | 0               | -                  | -                  | -                  | -           | -           | -           | 0      | 0      |
| 2000-2001          | Atalanta           | A                  | 0          | 0          | CI              | 0               | 0               | -                  | -                  | -                  | -           | -           | -           | 0      | 0      |
| 2001-gen. 2002     | Albinoleffe        | C1                 | 17         | 0          | CI-C            | 0               | 0               | -                  | -                  | -                  | -           | -           | -           | 17     | 0      |
| gen.-giu. 2002     | Pro Vercelli       | C2                 | 8          | 1          | CI-C            | 0               | 0               | -                  | -                  | -                  | -           | -           | -           | 8      | 1      |
| 2002-2003          | Albinoleffe        | C1                 | 30+4       | 5          | CI+CI-C         | 1+0             | 0               | -                  | -                  | -                  | -           | -           | -           | 35     | 5      |
| 2003-2004          | Albinoleffe        | B                  | 42         | 8          | CI              | 1               | 0               | -                  | -                  | -                  | -           | -           | -           | 43     | 8      |
| ago. 2004          | Albinoleffe        | B                  | -          | -          | CI              | 2               | 0               | -                  | -                  | -                  | -           | -           | -           | 2      | 0      |
| Totale Albinoleffe | Totale Albinoleffe | Totale Albinoleffe | 105+7      | 13         |                 | 4               | 0               |                    | -                  | -                  |             | -           | -           | 116    | 13     |
| ago. 2004-2005     | Palermo            | A                  | 14         | 0          | CI              | 3               | 0               | -                  | -                  | -                  | -           | -           | -           | 17     | 0      |
| 2005-2006          | Arezzo             | B                  | 34         | 5          | CI              | 2               | 0               | -                  | -                  | -                  | -           | -           | -           | 36     | 5      |
| 2006-2007          | L.R. Vicenza       | B                  | 40         | 5          | CI              | 1               | 0               | -                  | -                  | -                  | -           | -           | -           | 41     | 5      |
| 2007-2008          | L.R. Vicenza       | B                  | 37         | 2          | CI              | 2               | 1               | -                  | -                  | -                  | -           | -           | -           | 39     | 3      |
| 2008-2009          | L.R. Vicenza       | B                  | 35         | 3          | CI              | 1               | 0               | -                  | -                  | -                  | -           | -           | -           | 36     | 3      |
| Totale Vicenza     | Totale Vicenza     | Totale Vicenza     | 112        | 10         |                 | 4               | 1               |                    | -                  | -                  |             | -           | -           | 116    | 11     |
| 2009-2010          | Livorno            | A                  | 32         | 0          | CI              | 2               | 1               | -                  | -                  | -                  | -           | -           | -           | 35     | 1      |
| 2010-2011          | Atalanta           | B                  | 25         | 0          | CI              | 1               | 0               | -                  | -                  | -                  | -           | -           | -           | 26     | 0      |
| 2011-2012          | Atalanta           | A                  | 13         | 0          | CI              | 1               | 0               | -                  | -                  | -                  | -           | -           | -           | 14     | 0      |
| 2012-2013          | Atalanta           | A                  | 26         | 1          | CI              | 1               | 0               | -                  | -                  | -                  | -           | -           | -           | 27     | 1      |
| 2013-2014          | Atalanta           | A                  | 30         | 0          | CI              | 1               | 0               | -                  | -                  | -                  | -           | -           | -           | 31     | 0      |
| 2014-2015          | Atalanta           | A                  | 6          | 0          | CI              | 0               | 0               | -                  | -                  | -                  | -           | -           | -           | 6      | 0      |
| 2015-2016          | Atalanta           | A                  | 18         | 0          | CI              | 2               | 0               | -                  | -                  | -                  | -           | -           | -           | 20     | 0      |
| 2016-2017          | Atalanta           | A                  | 8          | 0          | CI              | 2               | 1               | -                  | -                  | -                  | -           | -           | -           | 10     | 1      |
| Totale Atalanta    | Totale Atalanta    | Totale Atalanta    | 126        | 1          |                 | 8               | 1               |                    | -                  | -                  |             | -           | -           | 134    | 2      |
| Totale carriera    | Totale carriera    | Totale carriera    | 428+7      | 30         |                 | 23              | 3               |                    | -                  | -                  |             | -           | -           | 458    | 33     |

## Palmarès

### Giocatore

#### Competizioni giovanili
- Campionato Giovanissimi Nazionali: 1

Atalanta: 1994-1995
- Campionato Primavera: 1

Atalanta: 1997-1998
- Coppa Italia Primavera: 2

Atalanta: 1999-2000, 2000-2001
- Trofeo Dossena: 1

Atalanta: 1997

#### Competizioni nazionali
- Coppa Italia Serie C: 1

Albinoleffe: 2001-2002
- Campionato italiano di Serie B: 1

Atalanta: 2010-2011